# Vârteșcoiu
Vârteșcoiu là một xã thuộc hạt Vrancea, România. Dân số thời điểm năm 2002 là 3438 người.